# Nannaethiops
Genre
Nannaethiops est un genre de poissons téléostéens de la famille des Distichodontidae et de l'ordre des Characiformes.

## Liste d'espèces
Selon FishBase (22 juin 2015):
- Nannaethiops bleheri Géry & Zarske, 2003
- Nannaethiops unitaeniatus Günther, 1872